# Nicolaj Agger
Nicolaj Moesgaard Agger (ur. 23 października 1988 w Hvidovre) – duński piłkarz grający na pozycji napastnika. Jest zawodnikiem Hvidovre IF.

## Życiorys
Nicolaj jest młodszym kuzynem obrońcy Liverpoolu - Daniela Aggera. Stąd też wziął się jego pseudonim Fætter Agger, co dosłownie znaczy Kuzyn Agger.

## Kariera
Jest wychowankiem szkółki piłkarskiej Brøndby IF. W barwach pierwszego zespołu zadebiutował 9 kwietnia 2009, gdy trenerem drużyny był Kent Nielsen. Swoją pierwszą bramkę zdobył 3 października 2009 w meczu przeciwko Aarhus GF.
Następnie był zawodnikiem klubów: SønderjyskE Fodbold, Djurgårdens IF, Vejle Boldklub Kolding, Vejle BK i Silkeborg IF.
25 lipca 2017 podpisał kontrakt z duńskim klubem Hvidovre IF. 

## Drużyna narodowa
Agger rozegrał 30 meczów w kolejnych duńskich reprezentacjach młodzieżowych i strzelił 10 goli.